# Crkva sv. Ivana Krstitelja (Lastine)
Crkva sv. Ivana Krstitelja je rimokatolička crkva u mjestu Lastine, općina sv. Križ Začretje, zaštićeno kulturno dobro.

## Opis dobra
Jednobrodna crkva sv. Ivana Krstitelja nalazi se na povišenom i ograđenom položaju u naselju Lastine. Tlocrtnu koncepciju kapele čini pravokutni brod i jednako široko, pravokutno svetište s masivnim zvonikom uz glavno pročelje. Zvonik ima visoko smještene bifore i visoko zašiljenu kapu. Svetište je od broda odvojeno trijumfalnim lukom elipsoidnog oblika. Na zaglavnom kamenu glavnog ulaza uklesana je godina izgradnje crkve, 1644., a građena je u tradiciji 16. st. Kasnije intervencije ostavile su sačuvanu strukturu prve pol. 17. st. Glavni oltar je neogotički, a dva pobočna su kasnobaroknog tipa iz 1800. g.

## Zaštita
Pod oznakom Z-2358 zavedena je kao nepokretno kulturno dobro – pojedinačno, pravnog statusa zaštićena kulturnog dobra, klasificirano kao "sakralna graditeljska baština".